# ヨーホーレイク
ヨーホーレイク（欧字名:Yoho Lake、2018年3月19日 - ）は、日本の競走馬。2022年の日経新春杯、2024年の鳴尾記念、2025年の京都記念の勝ち馬である。
馬名の意味は、カナディアンロッキーの湖。

## 戦績

### 2歳（2020年）
7月12日阪神の2歳新馬でデビュー。ゆったりしたスタートから道中で4番手まで押し上げると、直線はしっかりした脚取りで後続の追撃を封じ込め勝利した。
その後10月17日の紫菊賞(1勝クラス)に出走。1番人気に推されたレースでは、直線で内の2番人気グラティトゥーとの追い比べを制し、これにクビ差をつけ優勝した。
12月26日、ホープフルステークス(GI)に出走。道中は中団で脚を溜めて直線での逆転にかけるも3着。上がり最速タイとなる3ハロン36秒4を刻んだものの、上位2頭には惜しくも届かなかった。

### 3歳（2021年）
2月7日のきさらぎ賞(GIII)から始動。2番人気に推されたレースでは、後方待機から直線で鋭く反応。メンバー最速の上がり3Fタイム34秒9を記録し、しっかりと追い上げたが惜しくも首差及ばず2着に終わった。
4月18日、皐月賞(GI)に出走。中団で脚を溜め直線勝負を狙ったが伸びを欠き5着。続く東京優駿(GI)でも7着に終わった。

### 4歳（2022年）
1月16日、前年の東京優駿以来7か月半ぶりとなるレースである日経新春杯(GII)に出走。中団でレースを進め、直線で1番人気ステラヴェローチェとの追い比べを制し、これに3/4馬身差をつけ優勝した。次走は大阪杯への出走を予定していたが、屈腱炎発症が判明し長期休養に入った。

### 5歳・6歳（2023年・2024年）
5歳シーズンは全休した。
6歳となった2024年、4月30日の金鯱賞で約2年2か月振りにレースに復帰。好位3番手からそのまま粘りこみ、長期のブランクを感じさせない3着に健闘した。次走の新潟大賞典も同じく3着。6月1日の鳴尾記念は先団の後ろにつけて直線で抜け出し、最後は並び掛けてきたボッケリーニとの接戦をアタマ差で制し勝利。4歳1月の日経新春杯以来、約2年5か月ぶりとなる重賞2勝目を挙げた。

## 競走成績
以下の内容は、JBISサーチおよびnetkeibaに基づく。
| 競走日     | 競馬場 | 競走名      | 格   | 距離（馬場）  | 頭 数 | 枠 番 | 馬 番 | オッズ （人気） | 着順 | タイム （上り3F） | 着差 | 騎手      | 斤量 [kg] | 1着馬（2着馬）         | 馬体重 [kg] |
| ---------- | ------ | ----------- | ---- | ------------- | ----- | ----- | ----- | --------------- | ---- | ----------------- | ---- | --------- | --------- | ---------------------- | ----------- |
| 2020.07.12 | 阪神   | 2歳新馬     |      | 芝1800m（稍） | 7     | 6     | 6     | 001.40（1人）   | 01着 | R1:51.4（35.7）   | -0.1 | 0武豊     | 54        | （セファーラジエル）   | 492         |
| 0000.10.17 | 京都   | 紫菊賞      | 1勝  | 芝2000m（重） | 5     | 4     | 4     | 002.90（1人）   | 01着 | R2:04.6（34.9）   | -0.0 | 0福永祐一 | 55        | （グラティトゥー）     | 500         |
| 0000.12.26 | 中山   | ホープフルS | GI   | 芝2000m（良） | 15    | 2     | 2     | 013.10（4人）   | 03着 | R2:03.1（36.4）   | -0.3 | 0武豊     | 55        | ダノンザキッド         | 502         |
| 2021.02.07 | 中京   | きさらぎ賞  | GIII | 芝2000m（良） | 11    | 3     | 3     | 003.40（2人）   | 02着 | R2:01.0（34.9）   | -0.0 | 0武豊     | 56        | ラーゴム               | 506         |
| 0000.04.18 | 中山   | 皐月賞      | GI   | 芝2000m（稍） | 16    | 3     | 6     | 021.5（11人）   | 05着 | R2:01.2（36.6）   | -0.6 | 0岩田望来 | 57        | エフフォーリア         | 504         |
| 0000.05.30 | 東京   | 東京優駿    | GI   | 芝2400m（良） | 17    | 4     | 8     | 018.40（6人）   | 07着 | R2:23.1（33.8）   | -0.6 | 0川田将雅 | 57        | シャフリヤール         | 504         |
| 2022.01.16 | 中京   | 日経新春杯  | GII  | 芝2200m（良） | 16    | 5     | 10    | 005.60（3人）   | 01着 | R2:11.7（34.4）   | -0.1 | 0川田将雅 | 55        | （ステラヴェローチェ） | 508         |
| 2024.03.10 | 中京   | 金鯱賞      | GII  | 芝2000m（良） | 13    | 5     | 6     | 020.90（6人）   | 03着 | R1:58.5（35.4）   | -0.9 | 0藤岡康太 | 57        | プログノーシス         | 522         |
| 0000.05.05 | 新潟   | 新潟大賞典  | GIII | 芝2000m（良） | 16    | 1     | 1     | 005.40（2人）   | 03着 | R2:00.3（33.5）   | -0.2 | 0荻野極   | 59        | ヤマニンサルバム       | 518         |
| 0000.06.01 | 京都   | 鳴尾記念    | GIII | 芝2000m（良） | 14    | 6     | 9     | 002.50（1人）   | 01着 | R1:57.2（33.9）   | -0.0 | 0岩田望来 | 57        | （ボッケリーニ）       | 518         |
| 0000.10.06 | 東京   | 毎日王冠    | GII  | 芝1800m（良） | 14    | 7     | 12    | 005.50（3人）   | 07着 | R1:45.4（33.4）   | -0.3 | 0岩田望来 | 57        | シックスペンス         | 514         |
| 2025.02.16 | 京都   | 京都記念    | GII  | 芝2200m（稍） | 12    | 1     | 1     | 009.50（5人）   | 01着 | R2:15.7（34.2）   | -0.1 | 0岩田望来 | 57        | （リビアングラス）     | 534         |
| 0000.04.06 | 阪神   | 大阪杯      | GI   | 芝2000m（良） | 15    | 4     | 7     | 013.60（8人）   | 03着 | R1:56.5（33.5）   | -0.3 | 0岩田望来 | 58        | ベラジオオペラ         | 526         |
| 0000.06.15 | 阪神   | 宝塚記念    | GI   | 芝2200m（稍） | 17    | 5     | 9     | 008.80（5人）   | 17着 | R2:14.4（38.9）   | -3.3 | 0岩田望来 | 58        | メイショウタバル       | 526         |

- 競走成績は2025年6月15日現在

## 血統表
| ヨーホーレイクの血統                         | ヨーホーレイクの血統                  | ヨーホーレイクの血統        | （血統表の出典）            | （血統表の出典） |
| 父系                                         | サンデーサイレンス系                  | サンデーサイレンス系        | サンデーサイレンス系        | [ § 2 ]          |
| 父 ディープインパクト 2002 鹿毛 北海道早来町 | 父の父*サンデーサイレンス 1986 青鹿毛 | Halo                        | Hail to Reason              | Hail to Reason   |
| 父 ディープインパクト 2002 鹿毛 北海道早来町 | 父の父*サンデーサイレンス 1986 青鹿毛 | Halo                        | Cosmah                      |                  |
| 父 ディープインパクト 2002 鹿毛 北海道早来町 | 父の父*サンデーサイレンス 1986 青鹿毛 | Wishing Well                | Understanding               | Understanding    |
| 父 ディープインパクト 2002 鹿毛 北海道早来町 | 父の父*サンデーサイレンス 1986 青鹿毛 | Wishing Well                | Mountain Flower             |                  |
| 父 ディープインパクト 2002 鹿毛 北海道早来町 | 父の母*ウインドインハーヘア 1991 鹿毛 | Alzao                       | Lyphard                     | Lyphard          |
| 父 ディープインパクト 2002 鹿毛 北海道早来町 | 父の母*ウインドインハーヘア 1991 鹿毛 | Alzao                       | Lady Rebecca                |                  |
| 父 ディープインパクト 2002 鹿毛 北海道早来町 | 父の母*ウインドインハーヘア 1991 鹿毛 | Burghclere                  | Burghclere                  | Burghclere       |
| 父 ディープインパクト 2002 鹿毛 北海道早来町 | 父の母*ウインドインハーヘア 1991 鹿毛 | Burghclere                  | Highclere                   |                  |
| 母 クロウキャニオン 2002 栗毛 北海道門別町   | 母の父*フレンチデピュティ 1992 栗毛   | Deputy Minister             | Vice Regent                 | Vice Regent      |
| 母 クロウキャニオン 2002 栗毛 北海道門別町   | 母の父*フレンチデピュティ 1992 栗毛   | Deputy Minister             | Mint Copy                   |                  |
| 母 クロウキャニオン 2002 栗毛 北海道門別町   | 母の父*フレンチデピュティ 1992 栗毛   | Mitterand                   | Hold Your Peace             | Hold Your Peace  |
| 母 クロウキャニオン 2002 栗毛 北海道門別町   | 母の父*フレンチデピュティ 1992 栗毛   | Mitterand                   | Laredo Lass                 |                  |
| 母 クロウキャニオン 2002 栗毛 北海道門別町   | 母の母*クロカミ 1993 青鹿毛           | Caerleon                    | Nijinsky II                 | Nijinsky II      |
| 母 クロウキャニオン 2002 栗毛 北海道門別町   | 母の母*クロカミ 1993 青鹿毛           | Caerleon                    | Foreseer                    |                  |
| 母 クロウキャニオン 2002 栗毛 北海道門別町   | 母の母*クロカミ 1993 青鹿毛           | *ミルド Milde               | Desert Wine                 | Desert Wine      |
| 母 クロウキャニオン 2002 栗毛 北海道門別町   | 母の母*クロカミ 1993 青鹿毛           | *ミルド Milde               | Margie Belle                |                  |
| 母系(F-No.)                                  | (FN:4-n)                              | (FN:4-n)                    | (FN:4-n)                    | [ § 3 ]          |
| 5代内の近親交配                              | Northern Dancer 5×5･5=9.38%           | Northern Dancer 5×5･5=9.38% | Northern Dancer 5×5･5=9.38% | [ § 4 ]          |
| 出典                                         | 1. 2. 3. 4.                           | 1. 2. 3. 4.                 | 1. 2. 3. 4.                 | 1. 2. 3. 4.      |

- 母クロウキャニオンは中央1勝、兵庫ジュニアグランプリ3着。
- 全兄にレパードステークス優勝馬ボレアス、弥生賞優勝馬カミノタサハラがいる。
- 祖母クロカミは京王杯オータムハンデキャップ、府中牝馬ステークス勝ち馬。祖母の姉の仔に東海ステークスやブリーダーズゴールドカップ勝ちのハードクリスタルがいる。